# Miguel Servet
Miguel Servet (em latim: Michaelis Servetus) (Villanueva de Sigena, Espanha, 29 de setembro de 1511 – Genebra, 27 de outubro de 1553), foi um teólogo, médico e filósofo aragonês, humanista, interessando-se por assuntos como astronomia, meteorologia, geografia, jurisprudência, matemática, anatomia, estudos bíblicos e medicina. Servet foi o primeiro europeu a descrever a circulação pulmonar. Ele fora um apreciador da teologia, onde, posteriormente, desenvolveu uma cristologia não trinitária. Condenado por católicos e protestantes, ele foi preso em Genebra e queimado na fogueira como um herege por ordem do Conselho de Genebra, sob influência de algumas cidades vizinhas, onde a que mais se destacava era Berna. Miguel fora denunciado pelos residentes de Genebra, pois esta era uma escolha exclusiva do Conselho da cidade.

## Infância e educação

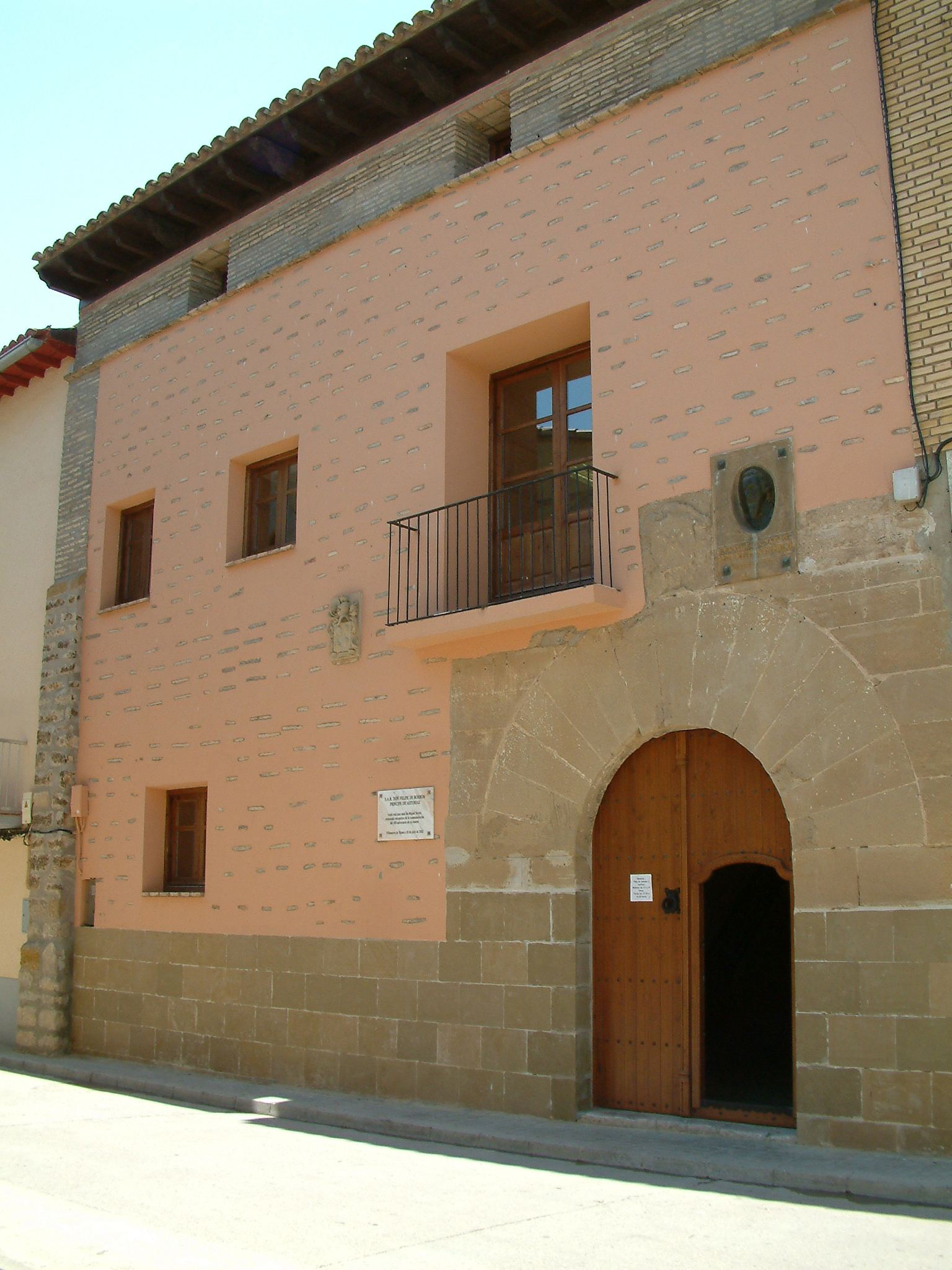
Fachada da casa de nascimento de Miguel Servet em Villanueva de Sigena (Espanha). Hoje em dia é a sede do Instituto Miguel Servet e um centro de investigação da vida de Servet e suas obras.

Servet nasceu como Miguel Serveto Conesa (apelido da família "Revés") em Villanueva de Sigena, Huesca, Aragão, Espanha, em 1511, provavelmente em 29 de setembro, o dia da festa de São Miguel, embora não exista registro específico. Algumas fontes dão uma data anterior, com base na própria reivindicação ocasional de Servet de ter nascido em 1509. Seus ancestrais paternos vieram da aldeia de Serveto, nos Pirenéus Aragoneses, de onde proveio o sobrenome da família. A linha materna descende de judeus conversos da área de Monzón. Seu pai Antonio Serveto era notário. Servet tinha dois irmãos: um que depois se tornou notário, como o seu pai, e outro que era padre católico.
Servet estudou latim, grego e hebraico sob a instrução de frades dominicanos. Com quinze anos, passou a ser ajudante de um frade franciscano chamado Juan de Quintana. Servet leu a Bíblia inteira em suas línguas originais a partir dos manuscritos disponíveis naquele momento. Mais tarde, ele estudou direito na Universidade de Toulouse, em 1526.

## Carreira
Em 1528, Servet percorreu a Alemanha e a Itália com Quintana, que era então confessor na comitiva imperial de Carlos I de Espanha. Em outubro de 1530, ele visitou Johannes Oekolampad em Basileia, permanecendo lá por cerca de dez meses. Nesta altura, ele já estava espalhando suas crenças. Em maio de 1531, ele conheceu os reformadores Martin Bucer e Capito Fabricius em Estrasburgo.
Em seguida, dois meses depois, em julho de 1531, Servet publicou De trinitatis erroribus ("Sobre os erros da trindade"). No ano seguinte ele publicou Dialogorum de Trinitate ("Diálogos sobre a Trindade") e De Iustitia Regni Christi ("Na Justiça do Reino de Cristo"). Ele assumiu o pseudônimo de Michel de Villeneuve para evitar a perseguição por parte das autoridades eclesiásticas devido às suas obras religiosas. Estudou no Collège de Calvi em Paris em 1533. Após um tempo, Servet retornou a Paris para estudar medicina em 1536.

## Conflitos com católicos e protestantes
Sob forte pressão de católicos e protestantes, Servet escreveu um segundo livro, Diálogos (1532), onde rejeita o conceito da Trindade e tenta explicar seu ponto de vista teológico. Ele, no entanto, foi acusado de heresia por causa de sua insistência em negar o dogma da Trindade.
Após seus estudos em medicina, Servet iniciou uma prática médica. Ele tornou-se médico pessoal de Pierre Palmier, Arcebispo de Vienne, e foi também médico para Guy de Maugiron, o vice-governador do Dauphiné. Enquanto praticava medicina perto de Lyon por cerca de quinze anos, ele publicou também dois outros trabalhos lidando com Ptolomeu denominados Geografia. Servet dedicou sua primeira edição de Ptolomeu e a sua edição da Bíblia para seu patrono Hugues de la Porte. Ele dedicou a sua segunda edição de Geografia de Ptolomeu para seu outro patrono, o Arcebispo Palmier. Embora, em Lyon, Symphorien Champier, um médico humanista, tinha sido seu patrono, sendo que Servet escreveu panfletos farmacológicos em defesa de Champier contra Leonhart Fuchs. Ele também publicou vários outros livros que tratavam de medicina e farmacologia. Anos antes, ele havia enviado uma cópia para João Calvino, iniciando uma correspondência entre ambos. Inicialmente, na correspondência Servet usou o pseudônimo de "Michel de Villeneuve".
Em 1553 Servet publicou ainda outra obra religiosa com novas exibições antitrinitárias. Foi intitulado Restituição do Christianismo, um trabalho que rejeitou a ideia de predestinação e que Deus condenava almas para o inferno, independentemente do valor ou mérito. Deus, insistiu Servet, não condenaria ninguém que não condenou a si mesmo através do pensamento, palavra ou ação.
Para Calvino, que escreveu o resumo de sua doutrina em Institutas da Religião Cristã, o mais recente livro de Servet foi um ataque às doutrinas bíblicas. Calvino enviou uma cópia do seu próprio livro como resposta. Servet prontamente devolveu, cuidadosamente anotando observações críticas. Servet escreveu a Calvino "eu não te odeio, nem te desprezo, nem quero vos perseguir, mas eu gostaria de ser tão duro como o ferro, quando eis que insultaste a doutrina com som e audácia tão grande."
Suas correspondências ficaram cada vez mais violentas até que Calvino parou de falar com Servet. Servet enviou diversas outras cartas, mas Calvino se recusou a respondê-las e considerou-as heréticas. Calvino demonstrou suas opiniões sobre Servet, quando escreve ao seu amigo Guilherme Farel em 13 de fevereiro de 1546:

 Servet acaba de me enviar um volume considerável dos seus delírios. Se ele vir aqui (…), se minha autoridade valer algo, eu nunca lhe permitiria sair vivo ("Si venerit, modo valeat mea autoritas, patiar nunquam vivum exire").

## Prisão e execução em Genebra
Em 16 de fevereiro 1553, Servet, então em Vienne, foi denunciado como um herege por Antoine Arneys, que estava morando em Lyon, que por sua vez soube das ideias de Servet graças a uma carta enviada pelo seu primo, Guillaume Trie, um comerciante rico e um grande amigo de Calvino. O inquisidor francês Matthieu Ory, interrogou Servet e seu impressor sobre Christianismi Restitutio, mas eles negaram todas as acusações e foram liberados por falta de provas. Arneys escreveu sobre o ocorrido a Trie, exigindo provas. Em 26 de março de 1553, as cartas enviadas por Servet a Calvino e algumas páginas do manuscrito Christianismi Restitutio foram transmitidas à Lyon por Trie. Em 4 de abril de 1553, Servet foi preso pelas autoridades eclesiásticas, e preso em Vienne. Ele escapou da prisão três dias depois. Em 17 de junho, mesmo ausente, ele foi condenado por heresia pela Inquisição francesa, e seus livros foram queimados.
Servet desejava fugir para a Itália, porém, inexplicavelmente, parou em Genebra, onde Calvino e seus reformadores denunciaram-lhe. Em 13 de agosto, ele ouviu um sermão de Calvino em Genebra e foi imediatamente reconhecido e preso. Calvino não fora responsável diretamente pela aplicação porém participou da escolha da pena de Servet, embora naquele mesmo ano o reformador, sofrera várias retaliações de seus opositores, conhecidos como "libertinos".
Em seu julgamento pelo Conselho de Genebra presidido por Ami Perrin, segundo a maioria dos historiadores, Servet foi condenado pela difusão e pregação do Antitrinitarismo e por ser contra o batismo infantil (ao qual tais práticas já eram consideradas como heresias e passíveis de morte desde a promulgação do Codex Justiniano). O procurador (procurador-chefe público), acrescentou algumas acusações como "se ele não sabia que sua doutrina era perniciosa, considerando que ela favorece os judeus e os turcos, por inventar desculpas para eles, e se ele não estudou o Alcorão, a fim de desmentir e rebater as doutrina e a religião das igrejas cristãs (…)".
Calvino acreditava que Servet mereceu ser morto por causa do que ele denominou como "blasfêmias execráveis".
Ami Perrin consultou sobre a questão de Servet, outras cidades (Berna, Basel e Schaffhausen) a fim de que estas dessem uma pena mais branda, recebendo então resposta favorável a execução de Servet. Outros Reformadores, como Melanchton, sucessor de Martinho Lutero, bem como reformadores de locais como Zurique, Berna, Basel e Schaffhausen, todos concordaram universalmente com sua execução, mostrando-se favoráveis ao posicionamento de Calvino. Em 24 de outubro Servet foi condenado à morte na fogueira por negar a Trindade e o batismo infantil. Calvino sugeriu que Servet fosse executado por decapitação, em vez de fogo, mas seu pedido não foi atendido (como fora postulado dantes, o reformador estava travando um conflito de ideias contra os libertinos aos quais estavam em grande maioria no Conselho da cidade, por isto a negativa de uma execução mais branda para Servet). Em 27 de outubro de 1553 a pena foi aplicada nos arredores de Genebra com o que se acreditava ser a última cópia de seu livro acorrentado a perna de Servet. Após o ocorrido Calvino escreveu:
Quem sustenta que é errado punir hereges e blasfemadores, pois nos tornamos cúmplices de seus crimes (…). Não se trata aqui da autoridade do homem, é Deus que fala (…). Portanto se Ele exigir de nós algo de tão extrema gravidade, para que mostremos que lhe pagamos a honra devida, estabelecendo o seu serviço acima de toda consideração humana, que não poupamos parentes, nem de qualquer sangue, e esquecemos toda a humanidade, quando o assunto é o combate pela Sua glória.

## Cronologia
- 1527 (com 16 anos), é enviado pelo pai para estudar direito em Toulouse, França.
- 1529 (18 anos), regressa a Espanha, onde estará ao serviço de Quintana, o confessor do Rei Carlos V. Faz parte do séquito real, que percorre a Itália e a Alemanha, onde assiste à Dieta de Augsburgo.
- 1530 (19 anos), separa-se da Corte dos Habsburgo e torna-se um reformador. Irá viver em Basileia, onde é hóspede de Johannes Oekolampad. Acabarão por se desentender e separar-se. Em causa está a noção da Trindade. Oekolampad recusa-se a pôr em questão a Trindade.
- 1531 (20 anos), vive em Estrasburgo, onde se relaciona com Martin Bucer e Wolfgang Fabricius Capito, com quem também terá divergências, acabando por cortar relações. É publicada a sua obra De Trinitatis erroribus, onde critica a doutrina da Trindade. Bucer critica abertamente o livro, que será proibido em Estrasburgo e em Basileia.
- 1536 (25 anos), vai estudar Medicina na Universidade de Paris. Publica Syroporum, criticando duramente os métodos terapêuticos correntes. Traduz do grego o livro De medica materia de Dioscórides. Foi então professor de Matemática (o que compreendia também Geografia, Astronomia).
- 1540 (29 anos), regressa a Lyon onde exerce Medicina e se torna editor.
- 1541 (30 anos), vai viver em Vienne, no Dauphiné, onde exerce Medicina por 12 anos, estudando temas teológicos nos tempos livres. Reedita a Geografia de Ptolomeu.
- 1551 (40 anos), é impresso o seu Cristianismi Restitutio.
- 1553 (42 anos), é condenado à morte na fogueira por heresia pelos protestantes e por Calvino, em Genebra.

## Publicações
- 1531 On the Errors of the Trinity. De Trinitatis Erroribus. Haguenau impresso por Hans Setzer. Sem marca de impressão ou marca de impressora, nem a cidade em que foi impressa. Assinado como Michael Servete alias Revés, de Aragão, espanhol. Escrito em latim, também inclui palavras em grego e em hebraico no corpo do texto sempre que ele quisesse enfatizar o significado original de uma palavra da Escritura.[19]
- 1532 Dialogues on the Trinity. Dialogorum de Trinitate. Haguenau, impresso por Hans Setzer. Sem marca de impressão ou marca de impressão, nem a cidade onde foi impressa. Assinado como Michael Serveto alias Revés, de Aragão, espanhol.[19]
- 1535 Geography of Claudius Ptolemy. Claudii Ptolemaeii Alexandrinii Geographicae. Lyon, Trechsel. Assinado como Michel de Villeneuve. Servet dedicou este trabalho a Hugues de la Porte. A segunda edição foi dedicada a Pierre Palmier. Michel de Villeneuve afirma que a base de sua edição vem da obra de Bilibald Pirkheimer, que traduziu essa obra do grego para o latim, mas Michel também afirma que também a comparou aos textos gregos primitivos.[20] The 19th-century expert in Servetus, Henri Tollin (1833–1902), O especialista do século XIX em Servetus, Henri Tollin (1833-1902), o considerou "o pai da geografia comparada" devido à extensão de suas notas e comentários.[21]
- 1536 The Apology against Leonard Fuchs. In Leonardum Fucsium Apologia. Lyon, impresso por Gilles Hugetan, com prólogo parisiense. Assinado como Michel de Villeneuve. O médico Leonhart Fuchs e um amigo de Michael Servetus, Symphorien Champier, se envolveram em uma discussão por meio de obras escritas, sobre suas diferentes crenças luteranas e católicas. Servet defende seu amigo nas primeiras partes da obra. Na segunda parte ele fala de uma planta medicinal e suas propriedades. Na última parte, ele escreve sobre diversos temas, como a defesa de um aluno agredido por um professor e a origem da sífilis.[22]
- 1537 Complete Explanation of the Syrups. Syruporum universia ratio. Paris, impresso por Simon de Colines. Assinado como Michael de Villeneuve. Este trabalho é composto por um prólogo "O Uso de Xaropes", e 5 capítulos: I "O que é a mistura e por que é única e não múltipla", II "Quais são as coisas que devem ser conhecidas", III "Que a mistura é sempre…", IV "Exposição dos aforismos de Hipócrates" e V "Sobre a composição dos xaropes". Michel de Villeneuve refere-se a experiências de uso dos tratamentos, e a tratados farmacêuticos e termos descritos mais profundamente em sua farmacopeia posterior Enquiridion ou Dispensarium. Michel menciona dois de seus professores, mas sobretudo Galeno. Este trabalho teve um forte impacto naqueles tempos.[23]
- 1538 Apologetic discourse of Michel de Villeneuve in favour of Astrology and against a certain physician. Michaelis Villanovani in quedam medicum apologetica disceptatio pro Astrologia. Paris, impressora desconhecida. Servet denuncia Jean Tagault, reitor da Faculdade de Medicina de Paris, por atacar a astrologia, enquanto muitos grandes pensadores e médicos a elogiavam. Ele lista os raciocínios de Platão, Aristóteles, Hipócrates e Galeno, como as estrelas se relacionam com alguns aspectos da saúde de um paciente, e como um bom médico pode prever efeitos por elas: o efeito da lua e do sol sobre o mar, os ventos e chuvas, a menstruação das mulheres, a velocidade da decomposição dos cadáveres de animais, etc.[24][25]
- 1542 Holy Bible according to the translation of Santes Pagnino. Biblia sacra ex Santes Pagnini tralation, hebraist. Lyon, editado por Delaporte e impresso por Trechsel. O nome Michel de Villeneuve aparece no prólogo, a última vez que esse nome apareceria em alguma de suas obras.
- 1542 Biblia sacra ex postremis doctorum (octavo).[26][27][28][29] Vienne in Dauphiné, editado por Delaporte e impresso por Trechsel. Anônimo.
- 1545 Holy Bible with commentaries. Biblia Sacra cum Glossis.[30][31] Lyon, impresso por Trechsel e Vincent. Chamado de "Bíblia Fantasma" por estudiosos que negaram sua existência. Há uma obra anónima deste ano que foi editada de acordo com o contrato que Miguel de Villeneuve fez com a Companhia de Livreiros em 1540. A obra é composta por 7 volumes (6 volumes e um índice) ilustrados por Hans Holbein. Esta pesquisa foi realizada pelo estudioso Julien Baudrier na década de sessenta. Recentemente, o estudioso González Echeverría provou graficamente a existência desta obra, e demonstrando que, ao contrário do que pensavam os especialistas Barón e Hillard, esta obra também é anônima.[32][33][34][35]
- "Manuscript of Paris" (c. 1546). Este documento é[36][37][38][39][40][41][42] um rascunho do Christianismi Restitutio. Escrito em latim, inclui algumas citações em grego e hebraico. Esta obra tem paleograficamente a mesma caligrafia do "Manuscrito do Complutense".[43][44]
- 1553 The Restoration of Christianity. Cristianismi Restitutio. Vienne, impresso por Baltasar Arnoullet. Sem marca de impressão ou marca de impressora, nem a cidade em que foi impressa. Assinado como MSV no colofão, embora o nome "Servetus" seja mencionado dentro, em um diálogo fictício. Servet usa citações bíblicas em grego e em hebraico na capa e no corpo do texto sempre que deseja enfatizar o significado original de uma palavra das Escrituras.

### Edições anônimas de Servetus
Em 1553, o impressor lionês Jean Frellon confessou à Inquisição Francesa que Michael Servetus estava trabalhando em sua gráfica e traduziu para ele, entre outras obras, vários tratados de gramática latina para o espanhol e um "somme espagnole". Novos estudos revelam Servetus como o autor de um conjunto adicional de edições anônimas de obras gramaticais, médicas e bíblicas – exatamente como sua Biblia cum glossis de 1545 – que vieram daquela gráfica. Essas obras não eram completamente originais, mas edições enriquecidas e comentadas de obras anteriores de outros autores, bem como Servetus havia feito com sua Geografia de Ptolomeu (1535). Esses trabalhos eram anônimos por quatro motivos: (o principal) a forte penalidade que Servet recebeu da Universidade de Paris, por meio de suas Faculdades de Medicina, Direito e Teologia; o fato de essas obras terem referências a autores proibidos no Império Espanhol e contrariados pela Faculdade de Teologia da Sorbonne, como Erasmus e Robert Estienne; o fato de alguns outros autores mencionados por essas obras, como Mathurin Cordier e Robert Estienne, serem ao mesmo tempo muito próximos de João Calvino; a proibição de qualquer tradução bíblica em qualquer idioma comum, empurrada pelo Império Espanhol. As principais obras que Servet editou na gráfica de Jean Frellon foram:
- 1543 Disticha de moribus nomine Catonis, Lyon, impresso por Jean e François Frellon. Um dos vários tratados de gramática latina para o espanhol, originalmente de autoria de Erasmus e Mathurin Cordier.[46]
- 1543 Retratos o tablas de las Historias del Testamento Viejo, Lyon, impresso por Jean e François Frellon. Os "sommes" espanhóis ou resumos de capítulos específicos do Antigo Testamento. Originalmente impresso em 1538 em Lyon por Melchior & Gaspard Trechsel, com xilogravuras de Hans Holbein (Icones). Houve também uma edição francesa em 1539. Nesta edição espanhola, Servet incluiu um poema para cada uma das 92 xilogravuras.[47][48][49][50]
- 1543 Dioscorides, Lyon, impresso por Jean e François Frellon. Este trabalho foi um De Materia Medica, originalmente de autoria de Dioscórides, e editado pelo eminente Dr. Jean Ruel de Paris. Servet adicionou 20 comentários longos e 277 marginais.[51][52][53] Há também uma edição diferente (ou "edição de homenagem") deste Dioscórides que foi publicada em 1554, um ano após a execução de Servet. Nesta edição de 1554, os impressores B. Arnoullet, Frellon, Vincent e G. Rouillé incluíram alguns dos comentários de Servet sobre o Dioscórides de 1543 e acrescentaram comentários assinados por Andrea Mattioli. Além disso, parece haver um extenso manuscrito de Servet relacionado a este Dioscórides de 1543: uma cópia de um Dioscórides de 1537 publicado por Dionísio Corronius, que Servet usou como livro de exercícios para desenvolver suas ideias médicas enquanto estudava medicina em Paris e Montpelier. A cópia está guardada na Universidade Complutesian, em Madrid.[54][55][56]
- 1543 Enchiridion. Dispensarium vulgo vocant, Lyon, impresso por Jean e François Frellon. Lyon, impresso por Jean e François Frellon. Manual de fórmulas farmacológicas. Sua edição anterior havia sido concluída por Thibault Lespleigney & François Chappuis. Servet adicionou 224 novas fórmulas, creditadas 21 delas ao seu professor prof. Sylvius, e também revelou algumas anedotas pessoais sobre esse professor. Esta é a obra gêmea de 1543 Dioscórides, que formou um conjunto de manuais simples e compostos.[57][58]
- 1549 De octo orationis partium constructione, Lyon, impresso por Jean Frellon. Um dos tratados de gramática latina para o espanhol, editado anteriormente por Colet, Lily, Erasmus e Junien Ranvier – corretor de impressão de Robert Estienne.[59]
- 1548–1550 A Giuntina edition of Galen’s Opera Omnia, Lyon, impressa por Jean Frellon. Uma revisão filológica maciça das obras de Galeno, em 6 volumes. Sua primeira edição foi publicada pela gráfica Giunta em Veneza.[60]
- 1551 Biblia Sacrosancta veteris et Novi Testamenti, Lyon, impresso por Jean Frellon. Nesta edição da Bíblia, Servet incluiu uma versão expandida de seus próprios comentários da Holy Bible according to the translation of Santes Pagnino de 1542.[61]